# Селін Олександр Іванович
Селін Олександр Іванович (1816—1877) — доктор слов'яно-російської філології, заслужений професор і декан історико-філологічного факультету київського Імператорського університету Св. Володимира, дійсний статський радник.
З сім'ї тверського купця. Початкову освіту отримав в Тверській губернській гімназії. В його долі брав участь і вплинув на його розвиток знаменитий романіст І. І. Лажечников, що був у той час тверським віце-губернатором. При його сприянні Селін, закінчивши гімназію (1836), вступив казеннокоштним студентом на історико-філологічне відділення філософського факультету Московського університету.
У перші роки студентства вивчив досить ґрунтовно французьку та італійську мови і добре грецьку та латинську; до кінця курсу він засвоїв і мови німецьку та англійську. Після виходу з університету Селін через два роки одружився (з сестрою дружини О. І. Герцена) і незабаром (у вересні 1843) вирушив разом з дружиною за кордон. Подорожував (1843—1845) по західній Європі з науковою метою. Після повернення із закордонної подорожі був призначений в київський університет св. Володимира на посаду ад'юнкта по кафедрі російської словесності (1845). Студенти всіх факультетів були зачаровані ним: захоплений, образний виклад, драматичні прийоми молодого викладача, нарешті новина предмета. Протягом 32 років безперервного викладання в Київському університеті Селін постійно залишався вірним самому собі: та ж майже захопленість, та ж образність викладу, той же драматизм прийомів його читання і останнім часом. Захистив магістерську дисертацію (1847) на тему «Попередники Карамзіна».